# Sainte-Mondane
Sainte-Mondane est une commune française située dans le département de la Dordogne, en région Nouvelle-Aquitaine.

## Géographie

### Généralités
En Périgord noir, à l'extrême sud-est du département de la Dordogne, la commune de Sainte-Mondane est limitrophe à l'est et au sud de trois communes du département du Lot : Masclat, Fajoles et Milhac. C'est une commune rurale qui fait partie de l'aire d'attraction de Sarlat-la-Canéda.
Elle est située principalement en rive gauche de la Dordogne qui la sépare de la commune de Calviac-en-Périgord mais une petite zone d'environ quatorze hectares en rive droite, face au lieu-dit la Bruyère, fait partie du territoire communal.
Le bourg de Sainte-Mondane, traversé par la route départementale (RD) 50, se situe en distances orthodromiques, onze kilomètres au sud-est du centre-ville de Sarlat-la-Canéda et treize kilomètres à l'ouest-sud-ouest de celui de Souillac.
La commune est également desservie à l'est par la RD 61 et au sud par la RD 101.

### Communes limitrophes
Sainte-Mondane est limitrophe de six autres communes dont la moitié dans le département du Lot. Au sud, son territoire est limitrophe de celui de Milhac par un quadripoint et à l'ouest, il est distant d'une cinquantaine de mètres de celui de Carsac-Aillac.
| Calviac-en-Périgord |                | Saint-Julien-de-Lampon |
|                     | Sainte-Mondane | Masclat (Lot)          |
| Veyrignac           | Milhac (Lot)   | Fajoles (Lot)          |

### Géologie et relief

#### Géologie
Situé sur la plaque nord du Bassin aquitain et bordé à son extrémité nord-est par une frange du Massif central, le département de la Dordogne présente une grande diversité géologique. Les terrains sont disposés en profondeur en strates régulières, témoins d'une sédimentation sur cette ancienne plate-forme marine. Le département peut ainsi être découpé sur le plan géologique en quatre gradins différenciés selon leur âge géologique. Sainte-Mondane est située dans le troisième gradin à partir du nord-est, un plateau formé de calcaires hétérogènes du Crétacé.
Les couches affleurantes sur le territoire communal sont constituées de formations superficielles du Quaternaire datant du Cénozoïque et de roches sédimentaires du Mésozoïque. La formation la plus ancienne, notée c2b, date du Turonien inférieur à moyen, composée de calcaire graveleux, puis calcaires crayeux bioclastiques à rudistes passant latéralement à des calcarénites. La formation la plus récente, notée CF, fait partie des formations superficielles de type colluvions indifférenciées sablo-argileuses et argilo-sableuses. Le descriptif de ces couches est détaillé dans  les feuilles « no 808 - Sarlat-la-Canéda » et « no 832 - Gourdon » de la carte géologique au 1/50 000 de la France métropolitaine, et leurs notices associées,.

Carte géologique de Sainte-Mondane.

#### Relief et paysages

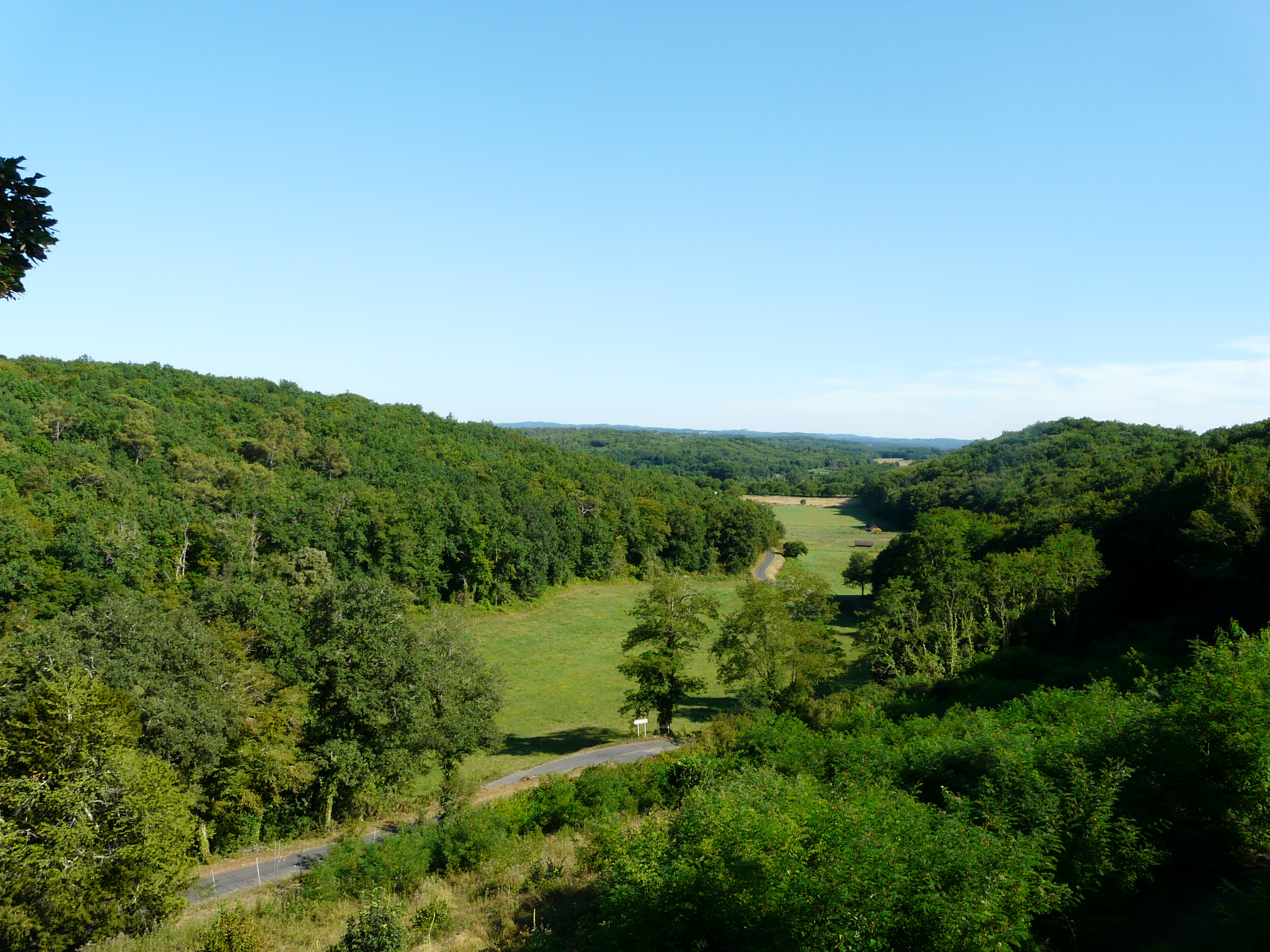
Vue vers le sud-est prise depuis le château de Fénelon.

Le département de la Dordogne se présente comme un vaste plateau incliné du nord-est (491 m, à la forêt de Vieillecour dans le Nontronnais, à Saint-Pierre-de-Frugie) au sud-ouest (2 m à Lamothe-Montravel). L'altitude du territoire communal varie quant à elle entre 60 mètres à l'ouest, là où la Dordogne quitte la commune pour servir de limite entre celles de Carsac-Aillac et Veyrignac, et 235 ou 242 mètres, au nord-est du château de Fénelon.
Dans le cadre de la Convention européenne du paysage entrée en vigueur en France le 1er juillet 2006, renforcée par la loi du 8 août 2016 pour la reconquête de la biodiversité, de la nature et des paysages, un atlas des paysages de la Dordogne a été élaboré sous maîtrise d’ouvrage de l’État et publié en octobre 2020. Les paysages du département s'organisent en huit unités paysagères,. La commune fait partie du Périgord noir, un paysage vallonné et forestier, qui ne s’ouvre que ponctuellement autour de vallées-couloirs et d’une multitude de clairières de toutes tailles. Il s'étend du nord de la Vézère au sud de la Dordogne (en amont de Lalinde) et est riche d’un patrimoine exceptionnel.
La superficie cadastrale de la commune publiée par l'Insee, qui sert de référence dans toutes les statistiques, est de 9,63 km2,. La superficie géographique, issue de la BD Topo, composante du Référentiel à grande échelle produit par l'IGN, est quant à elle de 9,48 km2.

### Hydrographie

#### Réseau hydrographique
La commune est située dans le bassin de la Dordogne au sein du Bassin Adour-Garonne. Elle est drainée par la Dordogne, le ruisseau de la Font Marine et le ruisseau des Prés des Lacs, qui constituent un réseau hydrographique de 7,5 km de longueur totale,.
La Dordogne, d'une longueur totale de 483,1 km, prend naissance sur les flancs du puy de Sancy (1 885 m), dans la chaîne des monts Dore, traverse six départements dont la Dordogne dans sa partie sud, et conflue avec la Garonne à Bayon-sur-Gironde, pour former l'estuaire de la Gironde,. Elle arrose la commune au nord sur plus de deux kilomètres dont un kilomètre sert de limite naturelle face à Calviac-en-Périgord.
Deux de ses affluents de rive gauche baignent le territoire communal : le ruisseau de la Font Marine à l'ouest sur près de deux kilomètres et demi, dont plus d'un kilomètre en limite de Veyrignac, et le ruisseau des Prés des Lacs au nord-est sur plus de deux kilomètres.

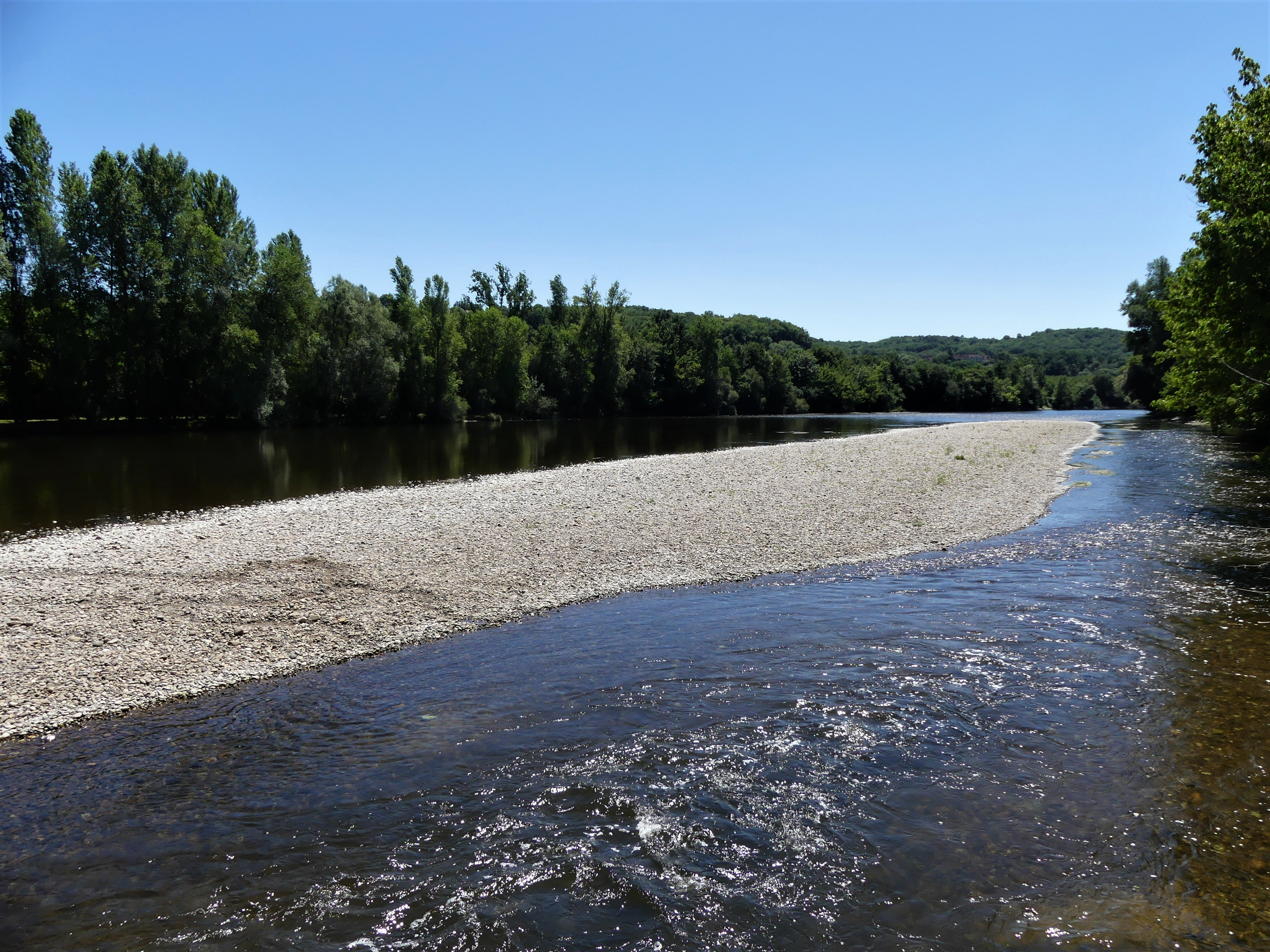
La Dordogne au sud du bourg de Calviac-en-Périgord. Au centre et au fond, commune de Sainte-Mondane.
Réseaux hydrographique et routier de Sainte-Mondane.

#### Gestion et qualité des eaux
Le territoire communal est couvert par le schéma d'aménagement et de gestion des eaux (SAGE) « Dordogne amont ». Ce document de planification, dont le territoire s'étend des sources de la Dordogne jusqu'à la confluence de la Vézère à Limeuil, d'une superficie de 9 700 km2 est en cours d'élaboration. La structure porteuse de l'élaboration et de la mise en œuvre est l'établissement public territorial de bassin de la Dordogne (EPIDOR). Il définit sur son territoire les objectifs généraux d’utilisation, de mise en valeur et de protection quantitative et qualitative des ressources en eau superficielle et souterraine, en respect des objectifs de qualité définis dans le troisième SDAGE  du Bassin Adour-Garonne qui couvre la période 2022-2027, approuvé le 10 mars 2022.
La qualité des eaux de baignade et des cours d’eau peut être consultée sur un site dédié géré par les agences de l’eau et l’Agence française pour la biodiversité.

### Climat
Pour des articles plus généraux, voir Climat de la Nouvelle-Aquitaine et Climat de la Dordogne.
Historiquement, la commune est exposée à un climat océanique aquitain.  
En 2020, Météo-France publie une typologie des climats de la France métropolitaine dans laquelle la commune est exposée à un climat océanique altéré et est dans la région climatique  Ouest et nord-ouest du Massif Central, caractérisée par une pluviométrie annuelle de 900 à 1 500 mm, maximale en automne et en hiver.
Pour la période 1971-2000, la température annuelle moyenne est de 13 °C, avec  une amplitude thermique annuelle de 15,3 °C. Le cumul annuel moyen de précipitations est de 927 mm, avec 11,5 jours de précipitations en janvier et 7,1 jours en juillet. Pour la période 1991-2020, la température moyenne annuelle observée sur la station météorologique la plus proche, située sur la commune de Salignac-Eyvigues à 14 km à vol d'oiseau, est de 13,0 °C et le cumul annuel moyen de précipitations est de 907,1 mm,. Pour l'avenir, les paramètres climatiques de la commune estimés pour 2050 selon différents scénarios d’émission de gaz à effet de serre sont consultables sur un site dédié publié par Météo-France en novembre 2022.

### Milieux naturels et biodiversité

#### Natura 2000
La Dordogne est un site du réseau Natura 2000 limité aux départements de la Dordogne et de la Gironde, et qui concerne les 104 communes riveraines de la Dordogne, dont Sainte-Mondane,. Seize espèces animales et une espèce végétale inscrites à l'annexe II de la directive 92/43/CEE de l'Union européenne y ont été répertoriées.

#### ZNIEFF
Sainte-Mondane fait partie des 102 communes concernées par la zone naturelle d'intérêt écologique, faunistique et floristique (ZNIEFF) de type II « La Dordogne »,, dans laquelle ont été répertoriées huit espèces animales déterminantes et cinquante-sept espèces végétales déterminantes, ainsi que quarante-trois autres espèces animales et trente-neuf autres espèces végétales.

## Urbanisme

### Typologie
Au 1er janvier 2024, Sainte-Mondane est catégorisée commune rurale à habitat très dispersé, selon la nouvelle grille communale de densité à 7 niveaux définie par l'Insee en 2022.
Elle est située hors unité urbaine. Par ailleurs la commune fait partie de l'aire d'attraction de Sarlat-la-Canéda, dont elle est une commune de la couronne,. Cette aire, qui regroupe 45 communes, est catégorisée dans les aires de moins de 50 000 habitants,.

### Occupation des sols
L'occupation des sols de la commune, telle qu'elle ressort de la base de données européenne d’occupation biophysique des sols Corine Land Cover (CLC), est marquée par l'importance des territoires agricoles (51,9 % en 2018), une proportion sensiblement équivalente à celle de 1990 (51,2 %). La répartition détaillée en 2018 est la suivante : 
forêts (44,7 %), zones agricoles hétérogènes (34,8 %), terres arables (17,1 %), eaux continentales (2,1 %), milieux à végétation arbustive et/ou herbacée (1,3 %). L'évolution de l’occupation des sols de la commune et de ses infrastructures peut être observée sur les différentes représentations cartographiques du territoire : la carte de Cassini (XVIIIe siècle), la carte d'état-major (1820-1866) et les cartes ou photos aériennes de l'IGN pour la période actuelle (1950 à aujourd'hui).

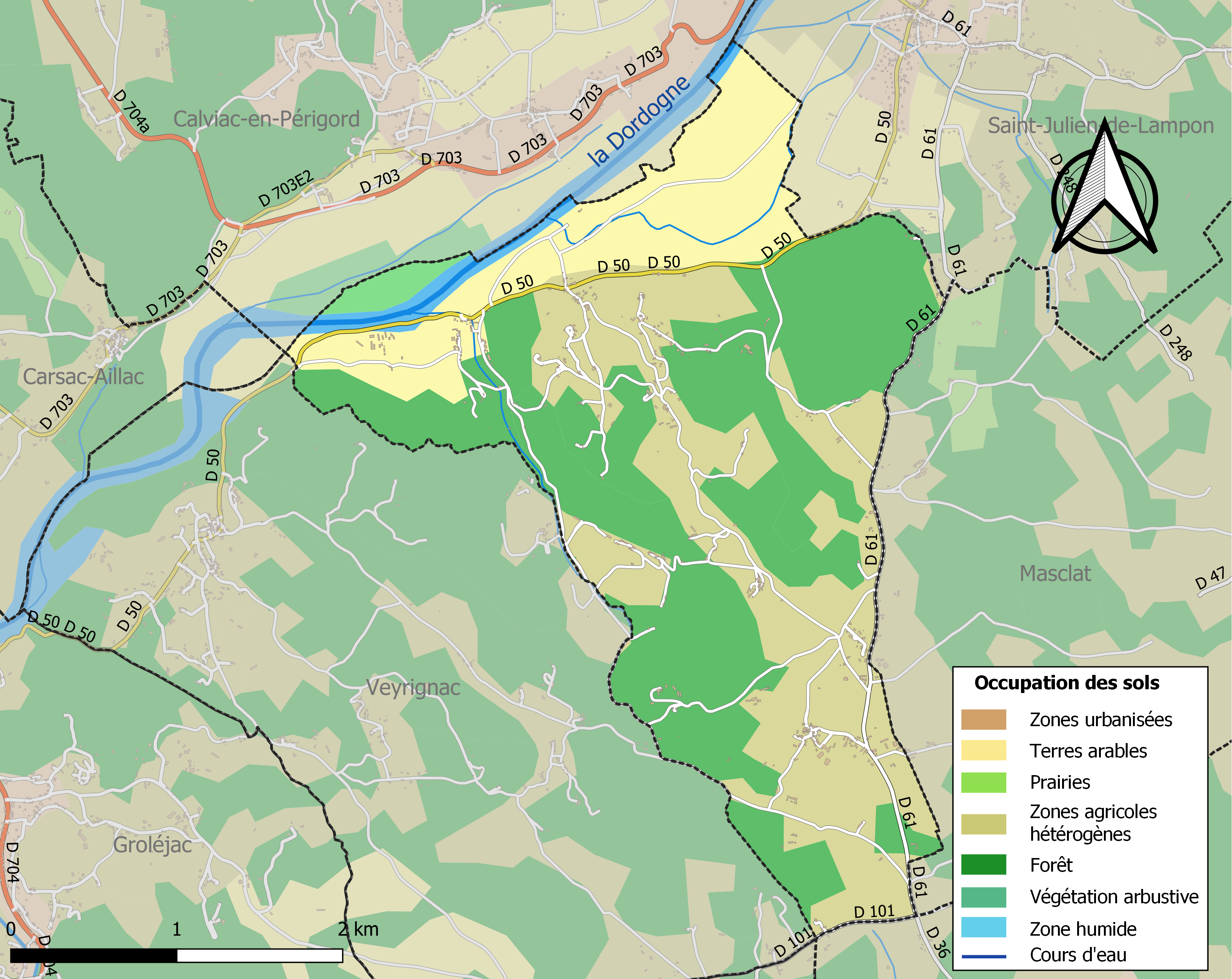
Carte des infrastructures et de l'occupation des sols de la commune en 2018 (CLC).

### Prévention des risques
Le territoire de la commune de Sainte-Mondane est vulnérable à différents aléas naturels : météorologiques (tempête, orage, neige, grand froid, canicule ou sécheresse), inondations, feux de forêts, mouvements de terrains et séisme (sismicité très faible). Il est également exposé à un risque technologique, la rupture d'un barrage. Un site publié par le BRGM permet d'évaluer simplement et rapidement les risques d'un bien localisé soit par son adresse soit par le numéro de sa parcelle.

#### Risques naturels
Certaines parties du territoire communal sont susceptibles d’être affectées par le risque d’inondation par débordement de cours d'eau, notamment la Dordogne. La commune a été reconnue en état de catastrophe naturelle au titre des dommages causés par les inondations et coulées de boue survenues en 1982, 1983, 1993 et 1999,. Le risque inondation est pris en compte dans l'aménagement du territoire de la commune par le biais du plan de prévention des risques inondation (PPRI) de la « vallée de la Dordogne amont »  approuvé le 15 avril 2011, pour les crues de la Dordogne,.
Sainte-Mondane est exposée au risque de feu de forêt. L’arrêté préfectoral du 14 mars 2013 fixe les conditions de pratique des incinérations et de brûlage dans un objectif de réduire le risque de départs d’incendie. À ce titre, des périodes sont déterminées : interdiction totale du 15 février au 15 mai et du 15 juin au 15 octobre, utilisation réglementée du 16 mai au 14 juin et du 16 octobre au 14 février. En septembre 2020, un plan inter-départemental de protection des forêts contre les incendies (PidPFCI) a été adopté pour la période 2019-2029,.

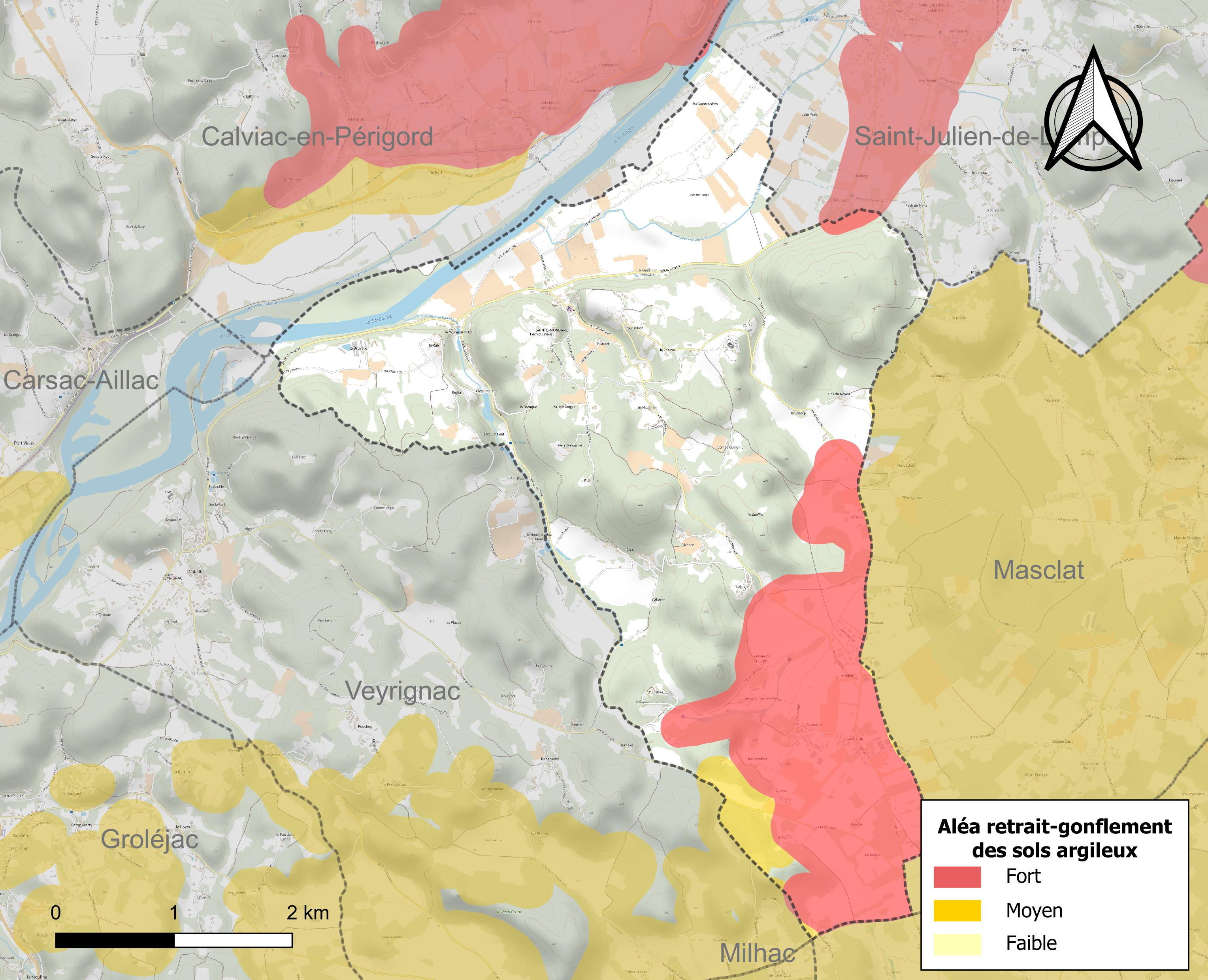
Carte des zones d'aléa retrait-gonflement des sols argileux de Sainte-Mondane.

Les mouvements de terrains susceptibles de se produire sur la commune sont des affaissements et effondrements liés aux cavités souterraines (hors mines) et des tassements différentiels. Afin de mieux appréhender le risque d’affaissement de terrain, un inventaire national permet de localiser les éventuelles cavités souterraines sur la commune. Le retrait-gonflement des sols argileux est susceptible d'engendrer des dommages importants aux bâtiments en cas d’alternance de périodes de sécheresse et de pluie. 24,3 % de la superficie communale est en aléa moyen ou fort (58,6 % au niveau départemental et 48,5 % au niveau national métropolitain). Depuis le 1er octobre 2020, en application de la loi ÉLAN, différentes contraintes s'imposent aux vendeurs, maîtres d'ouvrages ou constructeurs de biens situés dans une zone classée en aléa moyen ou fort,.
La commune a été reconnue en état de catastrophe naturelle au titre des dommages causés par la sécheresse en 2005 et par des mouvements de terrain en 1999.

#### Risque technologique
La commune est en outre située en aval du barrage de Bort-les-Orgues, un ouvrage de classe A situé dans le département de la Corrèze et faisant l'objet d'un PPI depuis 2009. À ce titre elle est susceptible d’être touchée par l’onde de submersion consécutive à la rupture de cet ouvrage.

## Toponymie
Le nom de la commune fait référence à la mère de saint Sacerdos, sainte Mondane, massacrée par les Vandales en l'an 722,.
En occitan, la commune porte le nom de Senta Mundana.

## Histoire

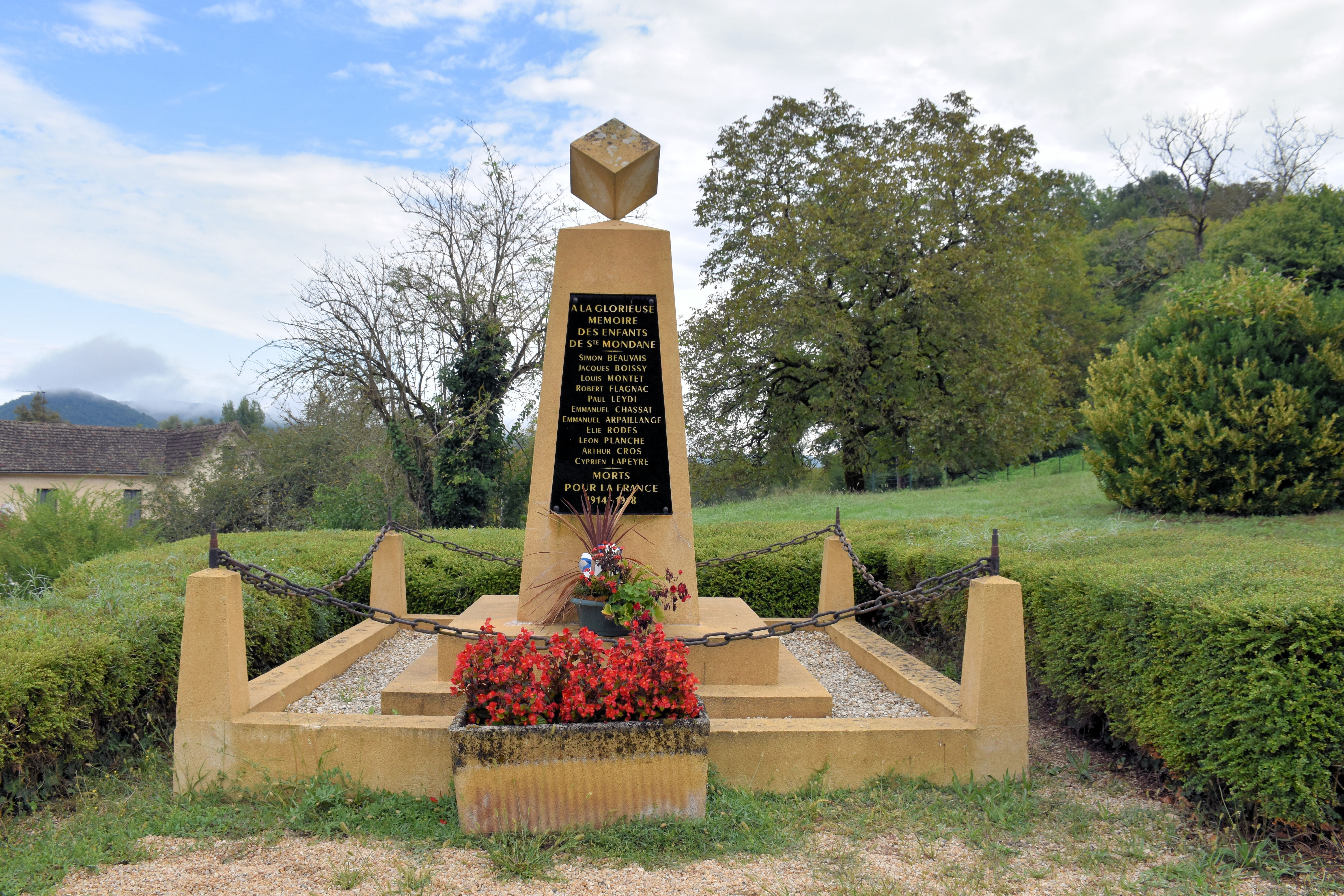
Le monument aux morts.

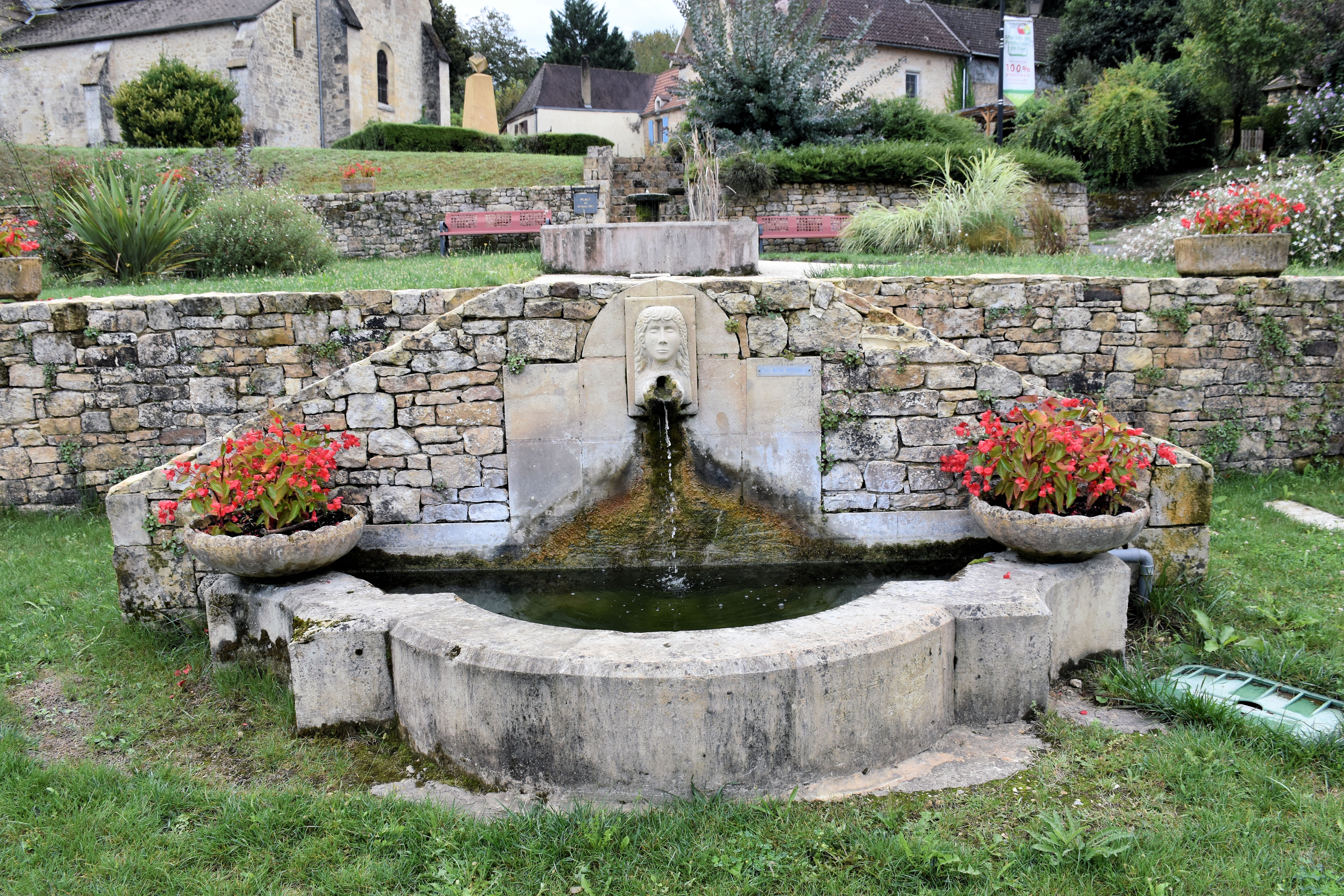
La fontaine.

La première mention écrite connue du nom du village, Sancta Mundana, remonte au milieu du XIe siècle.

## Politique et administration

### Intercommunalité
Sainte-Mondane est l'une des quatre communes fondatrices de la communauté de communes du Pays de Fénelon qui, fin 2003, fusionne avec la communauté de communes du Carluxais, celle-ci devenant la communauté de communes du Carluxais Terre de Fénelon. Cette intercommunalité est dissoute au 31 décembre 2013 et remplacée au 1er janvier 2014 par la nouvelle communauté de communes du Pays de Fénelon.

### Administration municipale
La population de la commune étant comprise entre 100 et 499 habitants au recensement de 2017, onze conseillers municipaux ont été élus en 2020,.

### Liste des maires
| Période                                  | Période   | Identité           | Étiquette | Qualité     |
| ---------------------------------------- | --------- | ------------------ | --------- | ----------- |
| Les données manquantes sont à compléter. |           |                    |           |             |
|                                          |           |                    |           |             |
| avant 1981                               | ?         | Marcel Soulié      | PCF       |             |
|                                          |           |                    |           |             |
| 1989                                     | mars 2008 | Claude Brard       | PS        | Instituteur |
| mars 2008                                | mars 2014 | Marguerite Planche | SE        | Retraitée   |
| mars 2014 (réélu en mai 2020)            | En cours  | Gilles Arpaillange |           |             |

## Équipements et services publics

### Enseignement
En 2022, la commune de Sainte-Mondane est organisée en regroupement pédagogique intercommunal (RPI) avec les communes de Carlux, Pechs-de-l'Espérance et Saint-Julien-de-Lampon au niveau des classes de primaire :
- Sainte-Mondane accueille les enfants d'école maternelle en toute petite section et en petite section ;
- Carlux s'occupe de la moyenne section et la grande section de maternelle ainsi que du cours préparatoire ;
- Cazoulès (commune de Pechs-de-l'Espérance) gère également le cours préparatoire ainsi que le cours élémentaire 1re année ;
- Saint-Julien-de-Lampon complète le dispositif en accueillant les enfants en cours élémentaire 2e année, cours moyen 1re année et cours moyen 2e année ;
- Calviac-en-Périgord qui n'a plus d'école fait partie de ce RPI et envoie ses enfants dans les écoles précitées.

### Justice
En 2023, dans le domaine judiciaire, Sainte-Mondane relève : 
- du tribunal de proximité de Sarlat-la-Canéda ;
- du tribunal judiciaire, du tribunal pour enfants, du conseil de prud'hommes et du tribunal de commerce de Bergerac ;
- du pôle Nationalité du tribunal judiciaire de Périgueux (compétent uniquement dans le domaine de la nationalité) ;
- de la cour d'appel et de la  cour administrative d'appel de Bordeaux.

## Population et société

### Démographie
L'évolution du nombre d'habitants est connue à travers les recensements de la population effectués dans la commune depuis 1793. Pour les communes de moins de 10 000 habitants, une enquête de recensement portant sur toute la population est réalisée tous les cinq ans, les populations de référence des années intermédiaires étant quant à elles estimées par interpolation ou extrapolation. Pour la commune, le premier recensement exhaustif entrant dans le cadre du nouveau dispositif a été réalisé en 2006.

En 2022, la commune comptait 301 habitants, en évolution de +14,89 % par rapport à 2016 (Dordogne : +0,37 %, France hors Mayotte : +2,11 %).
| 1793 | 1800 | 1806 | 1821 | 1831 | 1836 | 1841 | 1846 | 1851 |
| ---- | ---- | ---- | ---- | ---- | ---- | ---- | ---- | ---- |
| 569  | 373  | 671  | 707  | 691  | 756  | 541  | 608  | 582  |

| 1856 | 1861 | 1866 | 1872 | 1876 | 1881 | 1886 | 1891 | 1896 |
| ---- | ---- | ---- | ---- | ---- | ---- | ---- | ---- | ---- |
| 563  | 536  | 484  | 503  | 534  | 511  | 529  | 479  | 467  |

| 1901 | 1906 | 1911 | 1921 | 1926 | 1931 | 1936 | 1946 | 1954 |
| ---- | ---- | ---- | ---- | ---- | ---- | ---- | ---- | ---- |
| 429  | 423  | 384  | 355  | 344  | 364  | 333  | 318  | 286  |

| 1962 | 1968 | 1975 | 1982 | 1990 | 1999 | 2006 | 2011 | 2016 |
| ---- | ---- | ---- | ---- | ---- | ---- | ---- | ---- | ---- |
| 286  | 262  | 240  | 223  | 212  | 199  | 226  | 262  | 262  |

| 2021 | 2022 | - | - | - | - | - | - | - |
| ---- | ---- | - | - | - | - | - | - | - |
| 287  | 301  | - | - | - | - | - | - | - |

## Économie

### Emploi
En 2015, parmi la population communale comprise entre 15 et 64 ans, les actifs représentent 124 personnes, soit 47,0 % de la population municipale. Le nombre de chômeurs (dix-sept) a augmenté par rapport à 2010 (onze) et le taux de chômage de cette population active s'établit à 13,8 %.

### Établissements
Au 31 décembre 2015, la commune compte 31 établissements, dont dix-neuf au niveau des commerces, transports ou services, cinq dans l'agriculture, la sylviculture ou la pêche, trois relatifs au secteur administratif, à l'enseignement, à la santé ou à l'action sociale, deux dans la construction, et deux dans l'industrie.

## Culture locale et patrimoine

### Lieux et monuments
- Château de Fénelon, XIIe, XIVe, XVIe et XVIIe siècles. Inscrit au titres des monuments historiques en 1927, il est en majeure partie classé en 1962[70]. Il se visite[71].
- Trois dépendances extérieures au château : la ferme de la Condamine (dont un pigeonnier avec toit en lauzes), la maison dite de la nourrice et la métairie de Fraysange, sont également inscrites depuis 1962[70].
- Église Sainte-Mondane qui mêle architectures romane et gothique. En 1153, l'église appartenait à l'abbaye de Sarlat mais dépendait du prieuré de Calviac. Au XVIe siècle, un seigneur de Fénelon demanda à l'évêque de Cahors le rattachement de Sainte-Mondane au diocèse de Sarlat. En 1669 la paroisse de Sainte-Mondane dépendait toujours du diocèse de Cahors et de ce fait était en Quercy. L'avant-chœur et le chœur de l'église datent du XIIe siècle. La chapelle à berceau transversal du XVe siècle porte les armoiries des seigneurs de Fénelon. La nef et les bas-côtés sont du XVIIIe siècle et du XIXe siècle[72]

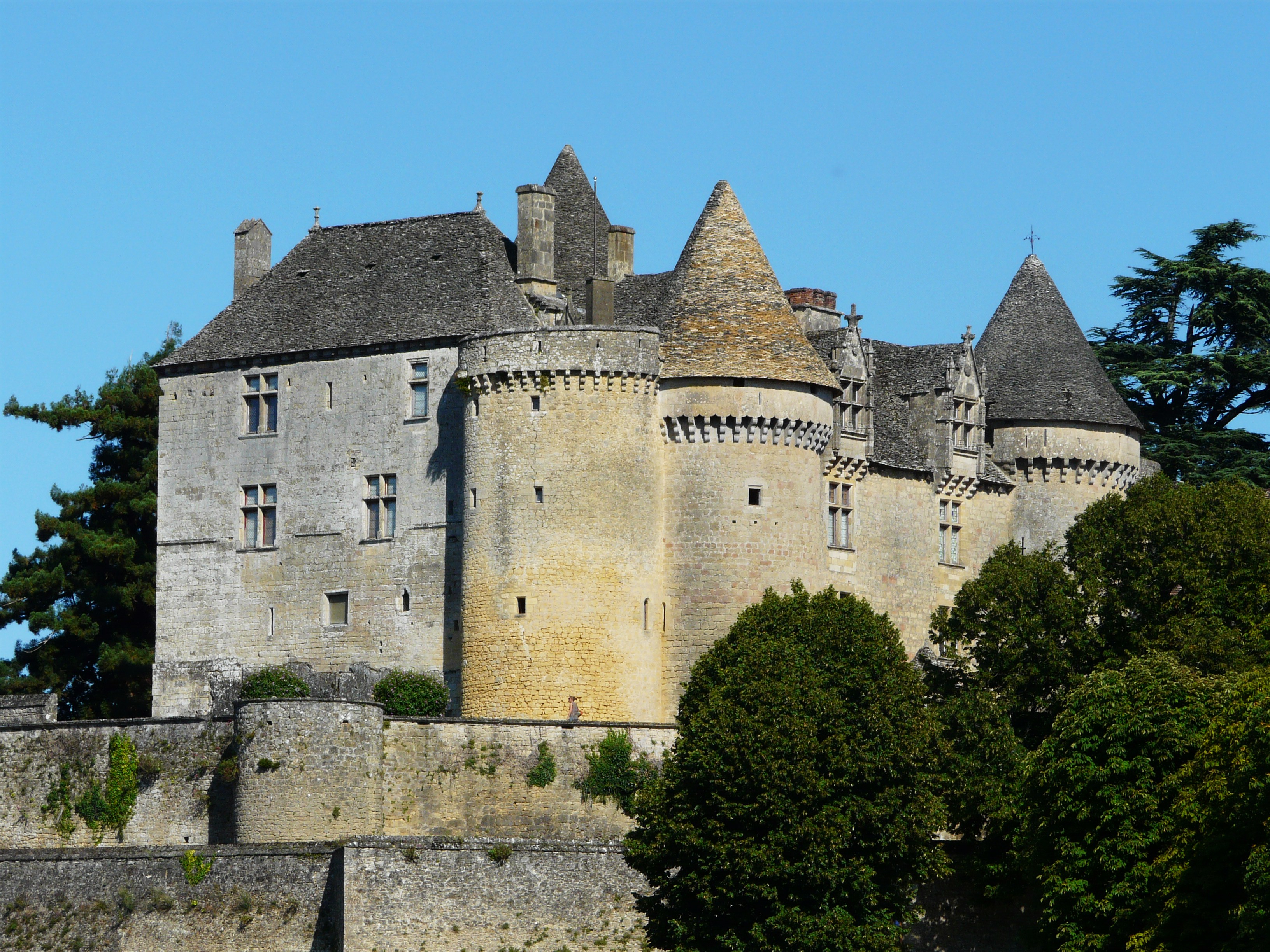
Le château de Fénelon.
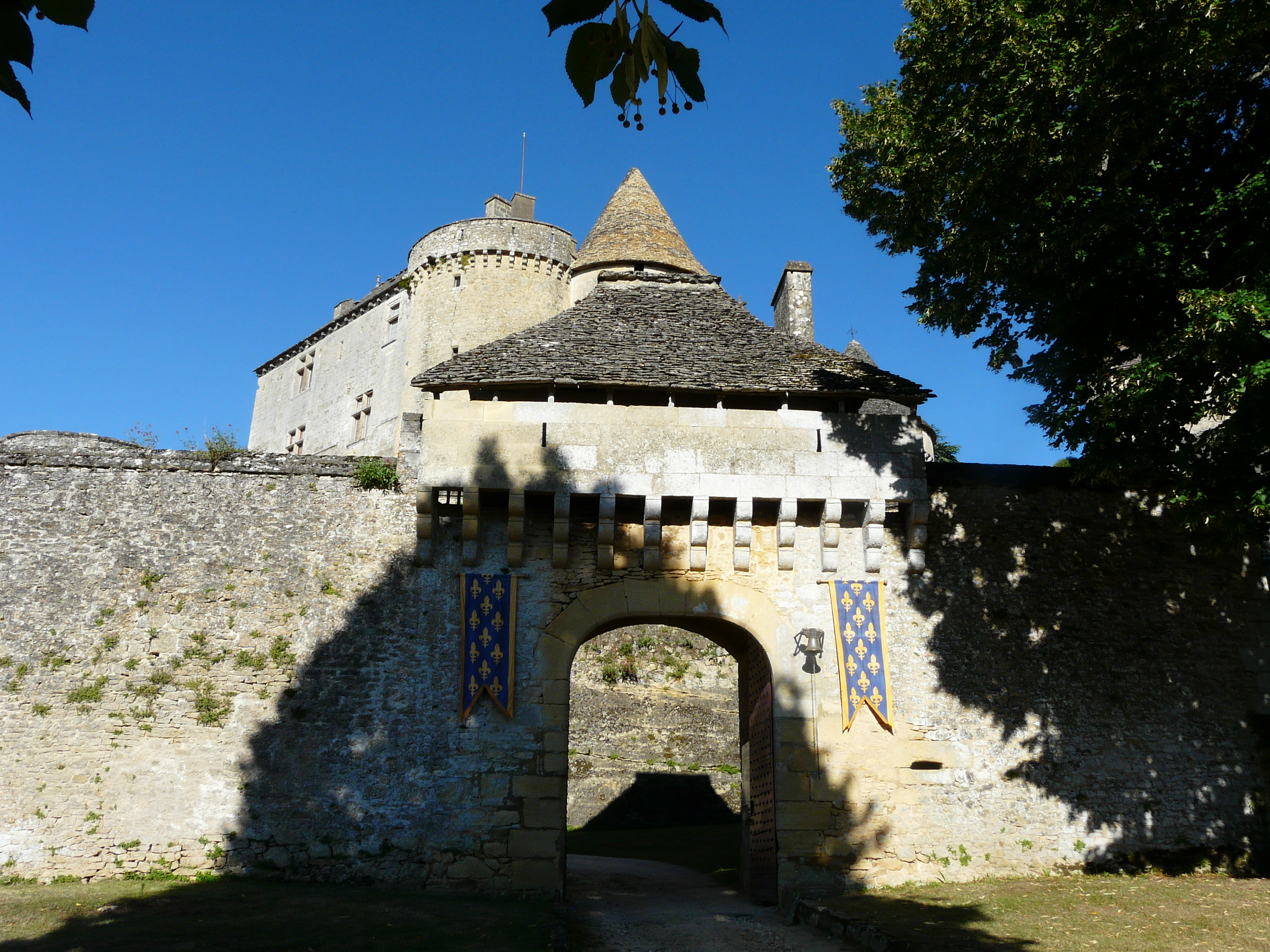
Le premier châtelet du château de Fénelon.
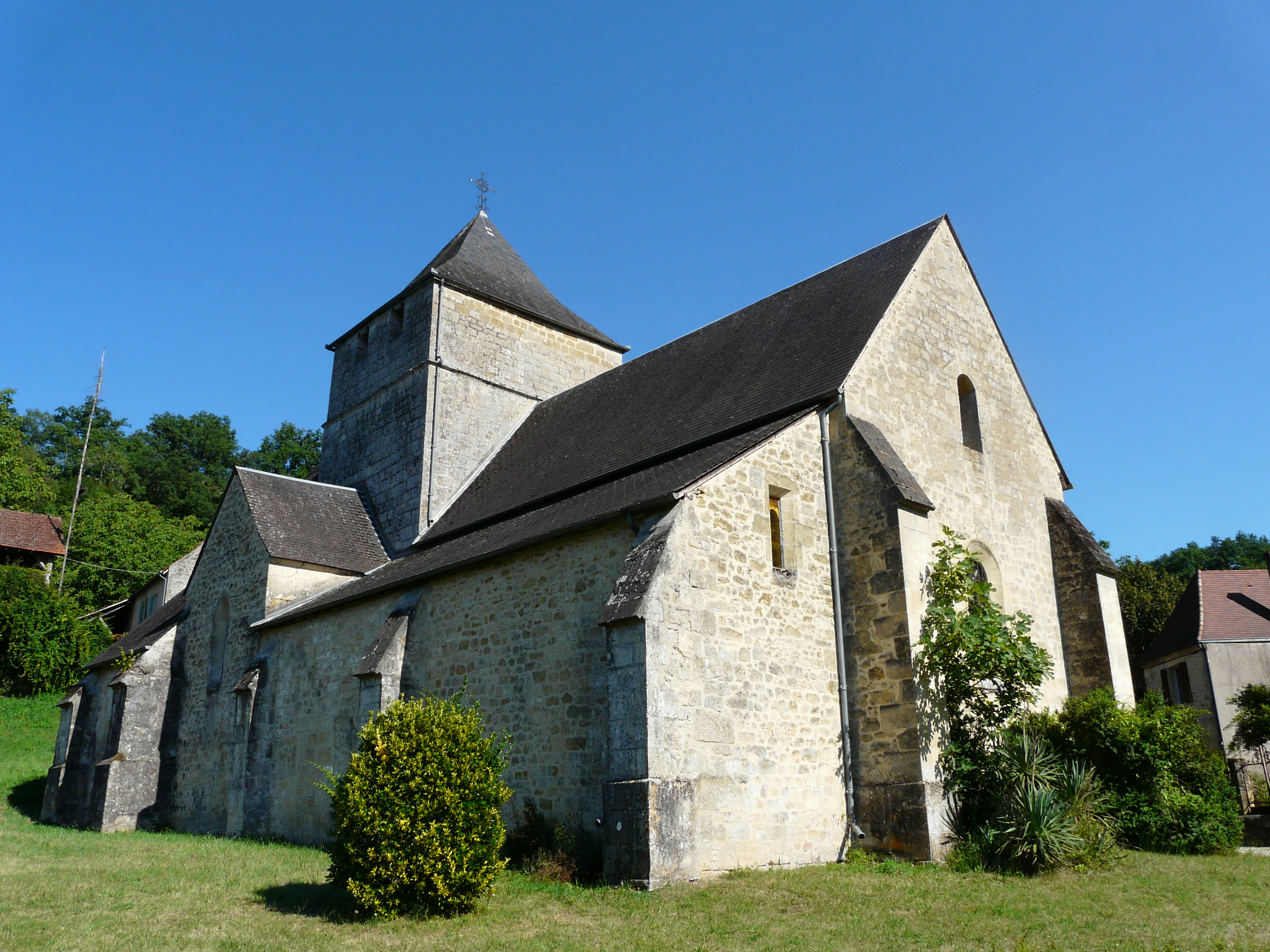
L'église Sainte-Mondane.
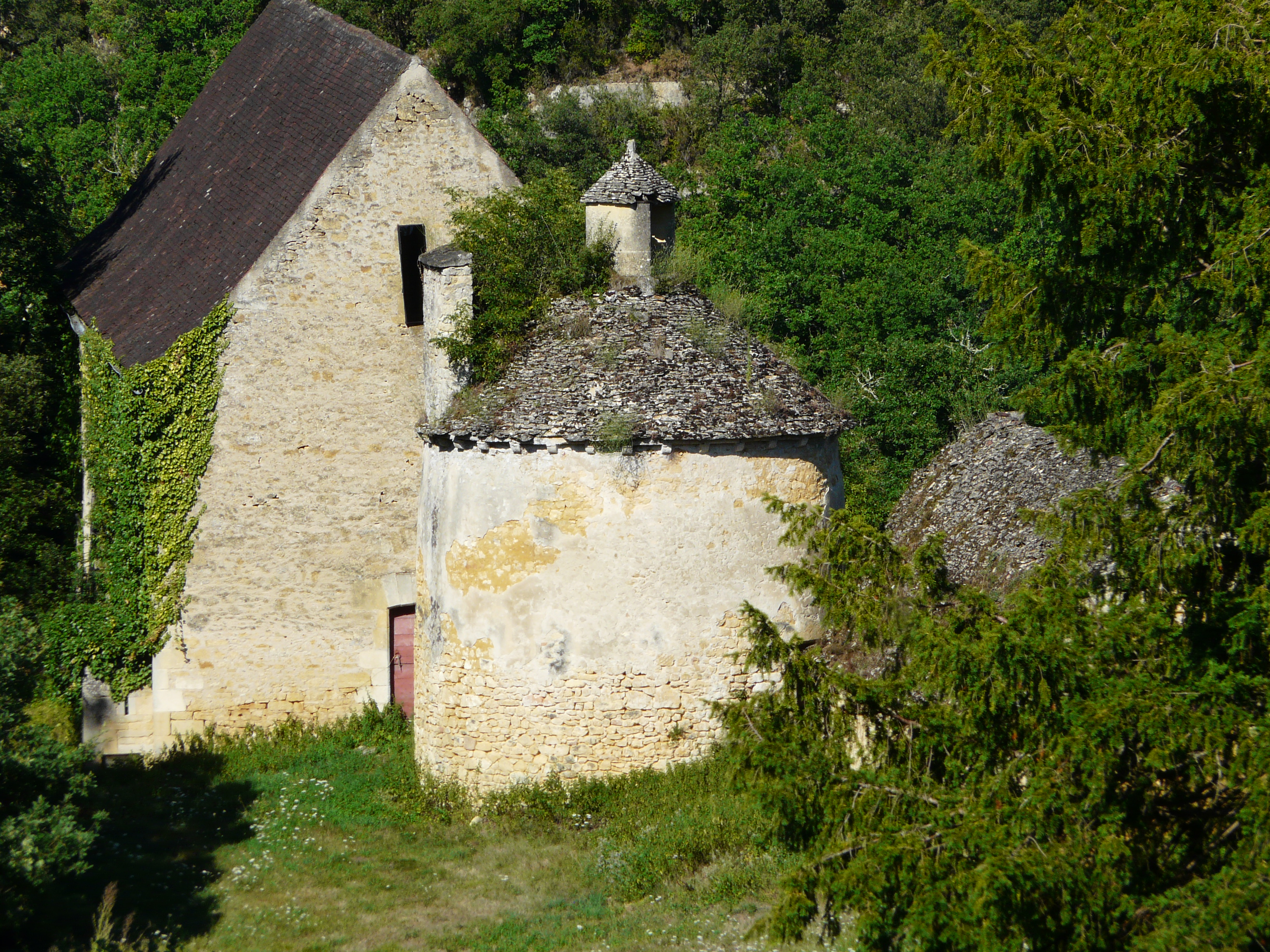
Le pigeonnier circulaire de la ferme de la Condamine.

### Personnalités liées à la commune
- Fénelon (François de Salignac de La Mothe Fénelon, dit), né le 6 août 1651 au château de Fénelon, archevêque de Cambrai, mort le 7 janvier 1715 à Cambrai, homme d'Église, théologien et écrivain français.
- Antoine Auriel-Constant, né à Manobre (commune de Sainte-Mondane) en 1764, mort en 1794 sur les pontons de Rochefort. Le bienheureux Antoine Auriel-Constant a été prêtre pour le diocèse de Cahors et martyrisé durant la Terreur.

## Pour approfondir